# Потери самолётов США над Северным Вьетнамом (сентябрь—октябрь 1965)
В данном списке перечислены американские самолёты, потерянные при выполнении боевых заданий над Северным Вьетнамом в ходе Вьетнамской войны в период с сентября по октябрь 1965 года. Приведены только потери, удовлетворяющие следующим условиям:
- потеря является безвозвратной, то есть самолёт уничтожен или списан из-за полученных повреждений;
- потеря понесена по боевым или небоевым причинам в регионе Юго-Восточной Азии (включая Северный Вьетнам, Южный Вьетнам, Лаос, Камбоджу, Таиланд, Японию, Китай) и связана с боевыми операциями против Северного Вьетнама (Демократической Республики Вьетнам);
- потерянный самолёт состоял на вооружении Военно-воздушных сил, Военно-морских сил, Корпуса морской пехоты или Армии Соединённых Штатов Америки;
- потеря произошла в период между 1 сентября и 31 октября 1965 года.

Список составлен на основе открытых источников. Приведённая в нём информация может быть неполной или неточной, а также может не соответствовать официальным данным министерств обороны США и СРВ. Тем не менее, в нём перечислены почти все самолёты, члены экипажей которых погибли или попали в плен. Неполнота связана в основном с теми самолётами, члены экипажей которых были эвакуированы поисково-спасательными службами США, а также с самолётами, потерянными вне пределов Северного Вьетнама (в этом случае не всегда возможно определить, была ли потеря связана с операциями именно против этой страны).
Список не затрагивает потери американской авиации, понесённые в операциях против целей на территории Южного Вьетнама, Лаоса и Камбоджи. Список составлялся без использования данных монографии Кристофера Хобсона «Vietnam Air Losses».

## Краткая характеристика периода
В сентябре—октябре 1965 года американская авиация продолжала бомбардировки Северного Вьетнама в рамках операции Rolling Thunder. Рост числа боевых вылетов, а также укрепление системы ПВО Северного Вьетнама привели к увеличению количества потерь. В октябре авиации США впервые удалось вывести из строя зенитно-ракетный комплекс противника. Истребительная авиация Северного Вьетнама продолжала оставаться малоактивной.

## Потери

### Сентябрь 1965
- 2 сентября 1965 — F-105D «Тандерчиф» (сер. номер 62-4389, 36-я тактическая истребительная эскадрилья ВВС США). Сбит зенитным огнём в районе Фу-То. Пилот попал в плен.
- 4 сентября 1965 — F-4C «Фантом» II (ВВС США). Сбит над провинцией Нге-Ан во время маловысотного захода на цель. Оба члена экипажа погибли.
- 5 сентября 1965 — A-1H «Скайрейдер» (номер 139693, 165-я штурмовая эскадрилья ВМС США). Сбит зенитным огнём в районе Винь. Пилот погиб.
- 6 сентября 1965 — F-105D «Тандерчиф» (сер. номер 62-4337, 67-я тактическая истребительная эскадрилья ВВС США). Подбит зенитным огнём в районе Фу-Куи, упал в Тонкинский залив. Пилот спасён.
- 6 сентября 1965 — F-105D «Тандерчиф» (сер. номер 62-4400, 562-я тактическая истребительная эскадрилья ВВС США). Взорвался во время процедуры дозаправки в воздухе (над Таиландом или Лаосом). Пилот спасён.
- 8 (7?) сентября 1965 — RF-8A «Крусейдер» (номер 146826, 63-я эскадрилья фоторазведки ВМС США). Упал в Тонкинский залив у побережья в районе Куанг-Кхе. Причина неизвестна. Пилот погиб.
- 8 сентября 1965 — RF-8A «Крусейдер» (номер 146825, 63-я эскадрилья фоторазведки ВМС США). Сбит зенитным огнём севернее Тханьхоа. Пилот погиб.
- 9 сентября 1965 — A-4E «Скайхок» (номер 151134, 163-я штурмовая эскадрилья ВМС США). Сбит зенитным огнём в районе Тханьхоа. Пилот попал в плен, удостоен Медали Почёта за сопротивление во время пребывания в плену.
- 10 сентября 1965 — A-4E «Скайхок» (номер 149991, 155-я штурмовая эскадрилья ВМС США). Сбит зенитным огнём в районе Винь. Пилот попал в плен.
- 12 сентября 1965 — F-8E «Крусейдер» (ВМС США). Сбит над провинцией Тханьхоа. Пилот погиб.
- 13 сентября 1965 — A-4E «Скайхок» (номер 149999, 72-я штурмовая эскадрилья ВМС США). Сбит огнём ручного стрелкового оружия западнее Донгхой. Пилот погиб.
- 16 сентября 1965 — F-105D «Тандерчиф» (сер. номер 61-0127, 67-я тактическая истребительная эскадрилья ВВС США). Сбит зенитным огнём в районе Тханьхоа. Пилот попал в плен.
- 16 сентября 1965 — F-105D «Тандерчиф» (сер. номер 61-0189, 67-я тактическая истребительная эскадрилья ВВС США). Сбит зенитным огнём в районе Тханьхоа. Пилот попал в плен.
- 17 сентября 1965 — F-105D «Тандерчиф» (сер. номер 62-4247, 67-я тактическая истребительная эскадрилья ВВС США). Сбит зенитным огнём. Пилот погиб.
- 18 (17?) сентября 1965 — A-6A «Интрудер» (номер 151588, 75-я штурмовая эскадрилья ВМС США). Потерян над морем, вероятно, по небоевой причине. Оба члена экипажа погибли.
- 20 сентября 1965 — F-105D «Тандерчиф» (сер. номер 61-0082, 334-я тактическая истребительная эскадрилья ВВС США). Сбит зенитным огнём в районе Хатинь. Пилот попал в плен.
- 20 сентября 1965 — F-105D «Тандерчиф» (сер. номер 62-4238, 67-я тактическая истребительная эскадрилья ВВС США). Сбит зенитным огнём. Пилот погиб.
- 20 сентября 1965 — F-104C «Старфайтер» (сер. номер 56-0883, 436-я тактическая истребительная эскадрилья ВВС США). Из-за отказа навигационной аппаратуры непреднамеренно вторгся в воздушное пространство Китая и сбит над островом Хайнань китайским истребителем МиГ-19. Пилот попал в плен, освобождён в 1973 году.
- 27 сентября 1965 — RF-101C  «Вуду» (сер. номер 56-0204, 15-я тактическая разведывательная эскадрилья ВВС США). Сбит зенитным огнём. Пилот попал в плен.
- 28 сентября 1965 — A-1H «Скайрейдер» (номер 134482, 196-я штурмовая эскадрилья ВМС США). Сбит зенитным огнём. Пилот погиб.
- 30 сентября 1965 — F-105D «Тандерчиф» (сер. номер 61-0117, 334-я тактическая истребительная эскадрилья ВВС США). Сбит ЗРК в районе Нинь-Бинь. Пилот погиб.
- 30 сентября 1965 — F-4C «Фантом» II (сер. номер 64-0660, 47-я тактическая истребительная эскадрилья ВВС США). Сбит зенитным огнём в районе Нинь-Бинь. Оба члена экипажа погибли.

### Октябрь 1965
- 1 октября 1965 — F-4C «Фантом» II (432-я тактическая истребительная эскадрилья ВВС США). Сбит зенитным огнём в районе вьетнамо-китайской границы. Оба члена экипажа погибли.
- 5 октября 1965 — RF-101C «Вуду» (сер. номер 56-0178, 15-я тактическая разведывательная эскадрилья ВВС США). Сбит зенитным огнём. Пилот спасён.
- 5 октября 1965 — F-105D «Тандерчиф» (сер. номер 62-4295, 36-я тактическая истребительная эскадрилья ВВС США). Сбит зенитным огнём. О судьбе пилота ничего не известно; циркулировала спекулятивная информация, будто бы в 1980-е годы он продолжал находиться в плену во Вьетнаме.
- 5 октября 1965 — F-105D «Тандерчиф» (сер. номер 62-4376, 36-я тактическая истребительная эскадрилья ВВС США). Сбит зенитным огнём. Пилот попал в плен.
- 5 октября 1965 — F-4C «Фантом» II (43-я тактическая истребительная эскадрилья ВВС США). Сбит зенитным огнём в районе Кеп. Оба члена экипажа попали в плен.
- 5 октября 1965 — F-8E «Крусейдер» (номер 150848, 162-я истребительная эскадрилья ВМС США). Сбит ЗРК. Пилот спасён.
- 15 октября 1965 — F-105D «Тандерчиф» (сер. номер 62-4305, 36-я тактическая истребительная эскадрилья ВВС США). Потерян в районе Ха-Тианг; по американским данным, сбит истребителем МиГ-17, вьетнамские данные это не подтверждают. Пилот погиб.
- 15 октября 1965 — F-105D «Тандерчиф» (сер. номер 63-4333, 36-я тактическая истребительная эскадрилья ВВС США). Сбит зенитным огнём в районе Ха-Тианг. Пилот попал в плен.
- 16 октября 1965 — RA-5C «Виджилент» (номер 151615, 1-я тяжёлая разведывательная эскадрилья ВМС США). Сбит зенитным огнём в районе Хайфона. Оба члена экипажа попали в плен.
- 17 октября 1965 — F-4B «Фантом» II (84-я истребительная эскадрилья ВМС США). Сбит в районе вьетнамо-китайской границы. Оба члена экипажа попали в плен.
- 17 октября 1965 — F-4B «Фантом» II (84-я истребительная эскадрилья ВМС США). Сбит над провинцией Лонг-Сонг. Один член экипажа попал в плен, другой погиб.
- 17 октября 1965 — F-4B «Фантом» II (84-я истребительная эскадрилья ВМС США). Подбит зенитным огнём и разбился в районе Куанг-Ланг. Один член экипажа попал в плен, другой погиб (предположительно при катапультировании).
- 18 (16?) октября 1965 — F-4C «Фантом» II (сер. номер 64-0730, 68-я тактическая истребительная эскадрилья ВВС США). Сбит зенитным огнём в районе Хатинь. Оба члена экипажа попали в плен; один из них совершил самоубийство после освобождения и формально считается погибшим на Вьетнамской войне.
- 19 октября 1965 — A-4C «Скайхок» (номер 148584, 195-я штурмовая эскадрилья ВМС США). Исчез над провинцией Нге-Ан. Судьба пилота остаётся неизвестной.
- 22 октября 1965 — F-105D «Тандерчиф» (сер. номер 62-4350). Сбит зенитным огнём северо-восточнее Ханоя. Пилот попал в плен.
- 26 (25?) октября 1965 - F-4B «Фантом» II (номер 151505, 84-я истребительная эскадрилья ВМС США). Сбит зенитным огнём. Оба члена экипажа спасены.
- 27 октября 1965 — F-8E «Крусейдер» (191-я истребительная эскадрилья ВМС США). Сбит в районе Хоа-Бинь. Пилот попал в плен.
- 31 октября 1965 — A-4E «Скайхок» (номер 151173, 164-я штурмовая эскадрилья ВМС США). Сбит зенитным огнём над провинцией Хабак. Пилот попал в плен, где умер.

## Общая статистика
По состоянию на 21 марта 2025 года в списке перечислены следующие потери:
| Самолёты            | #  |
| A-1                 | 2  |
| A-4                 | 5  |
| A-6                 | 1  |
| F-4                 | 9  |
| F-8                 | 5  |
| F-104               | 1  |
| F-105               | 14 |
| RA-5C               | 1  |
| RF-101C             | 2  |
| Итого: 40 самолётов |    |

Эти данные не являются полными и могут меняться по мере дополнения списка.